# Bonretorn
Bonretorn (nom metafòric referit a la seva ubicació entre camins) és un agrupament d'edificacions que pertany al terme de l'Albiol, situat a l'esquerra del Barranc de les Voltes i a tocar a la carretera.
Sorgí originàriament a l'entorn del mas de Bonretorn. El 1584 estava format per cinc cases. Modernament ha arribat a una dotzena de cases, però al dia d'avui només hi ha empadronada una persona. A la meitat del segle xx s'hi va edificar la capella de Santa Rosa de Bonretorn, i s'hi deia missa per a la gent del llogaret i dels masos de la rodalia. La seva vall és la part més agrícola del terme.